# Paulina Duenas
Paulina Jean Duenas (ur. 23 stycznia 2001) – guamska zapaśniczka. Zajęła 25. miejsce na mistrzostwach świata w 2023 roku. 
Złota medalistka mistrzostw Oceanii w 2024 i brązowa w 2023 roku.